# 臺灣總督府臺南高等工業學校
臺灣總督府臺南高等工業學校（日語：台湾総督府台南工業学校）是臺灣日治時期的高等工業教育機構，也是在1943年臺北帝國大學工學部設立之前全臺唯一的高等工科教育機構，於1944年改名為臺灣總督府臺南工業專門學校。該校校址即今天國立成功大學的成功校區，亦是該校前身，但是直到1990年代成功大學才正式將校史追溯回日治時期。而二次大戰後，該校返回日本的校友與教職員籌組了「鳳木會」並刊行會誌。

## 設立
日治初期，臺灣作為大日本帝國的南方殖民地，一直是帝國的糧倉，政策上有「工業日本，農業臺灣」之說。然而，到了1920年代，臺灣農業發展趨向飽和，對日本本土農業構成威脅，加上日本經濟歷經第一次世界大戰與經濟大恐慌，受景氣興衰影響甚鉅，讓臺灣總督府開始調整殖民政策。:57總督府財務局率先提出「加工貿易立島論」，主張臺灣應進入工業化時代，進口南洋地區的原物料，加工為工業產品後銷往各地。
要達成這個目標，就得從調整臺灣產業人力結構開始；因為日治初期的臺灣著重於培育醫學、農業與商業人才，工業學校只有臺北州立臺北工業學校一所；但該校為中學性質，尚不足以培育高階工業人才。事實上，當時臺灣需從日本輸入高階工業技師，方能推動日月潭水力電氣工事與高雄港築港工程等重大建設。臺南高等工業學校就是在這個背景下成立的的學校。:60
1929年3月5日，大日本帝國議會貴族院通過臺灣總督府特別預算案，正式撥款在臺南設立高等工業學校；:87歷經1年多籌備期，1931年1月7日，日本政府發布第2號敕令，臺南高等工業學校正式成立；同月15日發布學校規則與人事令，任命若槻道隆為首任校長，即日開始招生。1月15日遂成為該校的創校紀念日。:36

## 創立初期時程
1927（昭和2年）
10月3日~10月5日
第5次「台灣總督府評議會」提出希望設置與工業有關的專門學校。
1928（昭和3年）
7月
廢除台灣高等商業學校，決定新設一所高等工業學校，預定設立機械工學、電器工學、應用化學三科。
1929（昭和4年）
4月1日
前任南滿州工業專門學校兼南滿州工業學校校長今景彥奉派負責此校創設事務。
1931（昭和6年）
1月7日
公布台南高等工業學校編制。（校長1人、教授4人、書記4人。）
1月15日
本校事務所暫設於總督府文教局內，開始執行事務。（校長：若槻道隆；教授：長濱重縻、佐久間巖、藤田保太郎。）
1月17日
校長以下人員全員移往總督府三樓貴賓附屬室辦公。
2月27日
本校事務所全部教職員撤出總督府文教局（陸續在 3月7日以前移駐
台南市三分子、後甲、旭町──今成功校區。）
3月5日
若槻道隆校長到任。
3月16~19日
第一屆應考學生 409人，在本校及台北高等商業學校舉行入學考試。
3月23日
第一屆入學考試錄取考生機械工學科 25名、電氣工學科25名，及應
用化學科 22名，發出錄取通知。
3月31日
改訂台灣總督 府諸學校官制（校長1人、教授9人、助教授5人、助手
3人。）理化實驗室內部工程竣工。

## 課程規劃（1931-1934）[5]

#### 共同科目
- 修身：包含倫理與道德相關思想之內容
- 體操：包含軍事訓練課程，可在教職員名錄中看見稱為「教練」的陸軍步兵軍官[6][7]
- 外國語：含英語、德語
- 數學
- 物理及實驗
- 工場經濟及工場管理法
- 工業用材料
- 工場建築及工場衛生

#### 機械工學科
三年必修科目
- 設計製圖
- 實驗及實習

一、二年級科目
主要內容包含水力、熱力、電力的應用
- 力學
- 材料強弱學
- 機構學

- 工作學
- 熱力學
- 蒸汽機關
- 內燃機關
- 電氣工學及實驗

延續至三年級之科目
- 材料強弱學及冶金學
- 水力學及水力機械
- 蒸氣機關

特色科目
用於支援當時臺灣工業界的機械專業，例如縱貫線及各種產業鐵道的建築與修繕，以及造船、紡織工業及製冰等產業。
- 機關車
- 舶用機關
- 紡織機
- 冷凍機

#### 電氣工學科
一、二年級基礎科目
- 電磁氣學
- 交流理論
- 電氣磁氣測定法
- 熱力學及熱力原動機
- 水力學及水力原動機
- 電氣磁氣測定法
- 電氣器具

三年級科目
- 電燈電池
- 電氣機械
- 電力輸送及分配
- 發電所及變電所
- 電氣鐵道
- 電氣化學
- 電氣通信

機械工學相關科目
- 應用力學
- 工作法及實習
- 熱力學
- 水力學

應用化學相關科目
為配合「電氣化學」、「電池」等科目需求而開設。
- 化學及實驗

在二、三年級另有針對電氣工學中之發電機、電氣機械、電氣器具、輸配電、變電、通訊、電氣化學、法規等專業領域進行教學與實習。

#### 應用化學科
一、二年級基礎科目
- 無機化學
- 有機化學
- 物理化學
- 分析
- 鑛物岩石學及冶金學

二、三年級科目
- 工業化學
- 實驗與實習
- 製造化學
- 電氣化學

其他學科科目
- 機械工學科：機械工學、機械製圖
- 電氣工學科：電氣工學

特色科目
- 應用膠質化學：化學應用在生物學領域的學科

- 應用生物化學：關於醫學、藥學、農學方面的基礎學科
- 糖業化學：對應製糖產業

針對台灣特殊性所設之科目
- 熱帶特產物工業化學第一：涵蓋製糖、脂肪及芳香油等內容
- 熱帶特產物工業化學第二：涵蓋橡膠、澱粉及釀造
- 工業化學第一：涵蓋水泥、肥料、磷
- 工業化學第二：涵蓋製鹽、蘇打、黏土
- 工業化學第三：涵蓋皮革、樹脂、塗料、製紙、賽璐珞及類似品、石油、石炭、燃料、石灰、鋁、酸、鹼及漂白粉等內容

## 延伸閱讀
- 《臺灣總督府臺南高等工業學校沿革誌》：日文手抄本，依筆跡與內文來看非一人一時之作，其記錄的時間範圍從1927年10月3日到1945年10月24日為止[1]。
- 《臺灣總督府臺南高等工業學校一覽》：共5冊（1932年、1934年、1936年、1938年、1940年），內容有史略、學則細則、關係法規、教職員與學生名錄[1]。
- 《龍舌蘭》：臺南高等工業學校校友會學藝部出版，內容主要是刊登師生投稿與資訊交流的文章，共5冊，分別是1934年7月「開校祝賀式記念號」、1934年12月「第一號」、1935年12月「第二號」、1937年3月「第三號」、1941年9月「創立十周年記念號」[1]。